# 친구, 우리들의 전설
《친구, 우리들의 전설》은 MBC에서 2009년 6월 27일부터 2009년 8월 30일까지 방영된 문화방송 주말 특별기획 드라마이다. 영화 《친구》를 드라마로 각색한 작품으로, 80, 90년대 사이 격동기를 살아온 친구들의 이야기를 다루었다. 부산에서 100% 사전 제작하여 2009년 6월 17일에 제작발표회를 하였다.
한편, 이 작품은 지상파 드라마로는 드물게 '19세 이상 관람가'의 판정을 받았으며, 구체적인 폭력 장면과 고등학생들의 음주 장면을 내보내 방송통신심의위원회로부터 '주의' 조치를 받아 이후 재방영이 취소되기도 했다.

## 등장인물

### 주요 인물
- 현빈[4] : 한동수 역 (아역 김효인)

초라한 삶을 묵묵히 살아가는 장의사 아버지를 보며 가슴이 터질 것 같은 답답함과, 바람이 나 가족을 떠나버린 어머니에 대한 상처 속에서 성장했다. 어려운 가정형편 탓에 좋아하던 그림도, 복싱도 제대로 하지 못하고 꿈을 접은 채 결국 학교를 떠나 험한 뱃일을 시작한다. 준석과의 우정을 중시하면서도 갈등하고, 진숙에 대한 마음을 담아두고 지낸다. 성인이 될 무렵 감방에서 만난 서울 조직 보스의 눈에 들어 전국구 건달 조직의 핵심인물이 된다.
- 김민준 : 이준석 역

1970년대 당시 부산 최고의 조직이던 '혁신파'의 두목인 아버지와 반강제로 결혼한 재일동포 출신의 나이 차이가 많이 나는 어머니가 있다. 아버지의 죽음으로 조직을 물려받아 일본과 연계된 부산 경남 지역을 장악하는 조직의 실세가 된다.
- 서도영 : 정상택 역

어린 시절 친구들이 성장 과정에서 조직폭력배의 길을 걷는 것을 보면서도 우정을 잃지 않는다. 다른 친구들과 달리 대학을 졸업하고 유학을 가는 등 학구적인 모습을 보인다. 장래희망이었던 법조인은 되지 못하고 기자가 된다.
- 왕지혜 : 최진숙 역 (아역 문가영)

밴드 '레인보우' 보컬 담당. 선원인 아버지가 모아온 돈을 일수 놀이로 날린 엄마 덕분에 찢어지도록 가난한 어린 시절을 보내야만 했지만 불우한 환경 속에서도 항상 밝은 모습을 잃지 않고 자신의 삶을 개척하며 산다. 고등학교 때 만난 동수와 준석 사이에서 갈등한다.
- 이시언 : 김중호 역

평범하고 넉넉한 가정에서 자라 낙천적인 성격에다 남 웃기는 것을 좋아하고 세상의 흐름 속에 자신을 맡기는 긍정적 사고을 가졌다. 네 명의 친구 사이에서 때로는 진지하게, 때로는 코믹하게 윤활유 역할을 하며 늘 한결 같은 편한 친구이다. 후에 성성애와 결혼한다.
- 정유미 : 민은지 역 (아역 양주희)

긍정적이고 구김살 없는 아가씨로 재력가인 아버지 덕에 미국 유학을 다녀온 귀여운 80년대 뉴요커이다. 동수에 대한 마음을 접지 못한다.
- 배그린 : 성성애 역

밴드 '레인보우'의 드러머 담당. 밝고 명랑한 진숙의 단짝 친구로 홀어머니의 외동딸로 남부러움 없이 살다 중호와 결혼한다.

### 주변 인물
- 김동현 : 이재우 역

준석의 아버지. 부산 최대 폭력조직의 우두머리지만 말년에 부하였던 상곤이 다른 조직을 건설하면서 위기에 내몰린다. 조직폭력배라는 자신의 모습에 회의를 느끼고 아들인 준석에게는 그 길을 걷게 하지 않으려 애쓰지만 그 뜻을 이루지 못한다.
- 이재용 : 상곤 역[5]

돈을 위해서는 뭐든 하는 냉혈적인 인물이며, 동수와 준석을 이간질하는 결정적인 역할을 한다.
- 임성규 : 도루코 역

진숙의 사촌이며 동수와 준석의 고교 동창으로 후에 준석의 오른팔 역할을 한다.

### 그 외 인물
- 김윤성 : 하이에나 역

고교시절 동수와 준석과 부딪 히며 대항하는 인물로 동수와 준석이 학교를 떠나는 원인을 제공한다.
- 추민기 : 중기 역. 중호의 동생
- 김록경 : 캥거루 역
- 서길자 : 사채업자 역
- 최지웅 : 진숙의 아버지. 마도로스
- 정혜성 : 신애 역
- 고인범 : 양춘만 역. 국회의원
- 박진수 : 김형두 역. 형두파 두목
- 고창석 : 선장 역. 동수가 일하는 배의 선장
- 권재현 : 우산청년 역. 동수를 칼로 찌른 사람
- 권철 : 동수와 감방동기로 책 많이 읽는 남자
- 곽민석 : 구렛남 역. 동수 엄마와 바람피는 남자
- 김지오 : 도연 역
- 김종수 : 한병우. 동수의 아버지. 장의사
- 예수진 : 동수의 어머니
- 김리나 : 레인보우 중 기타리스트 친구 역
- 장명갑 : 모인수 역
- 송은욱 : 삼식 역
- 양중경 : 학교 영어선생님 역
- 은빛 ㅡ 미녀

## 제작진
- 제작지원 : 파랑새저축은행, 세한여행사, 진흥, 서희건설
- 제작 : 곽경택
- 기획 : 이재동
- 연출 : 곽경택, 김원석
- 극본 : 곽경택, 김원석, 한승운
- 제작총괄 : 이창준, 김용범
- 제작프로듀서 : 박영진, 김병인
- 제작본부장 : 양중경, 송준형
- 조연출 : 김나영, 김상철, 임영진
- 제작실장 : 한석원
- 마케팅 본부장 : 이찬호
- 촬영감독 : 황기석, 기세훈
- 촬영 : 윤주환, 김양수
- 조명감독 : 박종찬
- 미술감독 : 박영찬
- 편집 : 박광일
- 음악 : BRAVE, 김준석
- 동시녹음 : 윤해진, 윤성기
- 무술감독 : 박정률
- 소품 : 김윤석
- 그림 : 박관열
- 의상 : 김시진
- 분장 : 계선미
- 특수효과 : 김재민
- 특수분장 : 황효균, 곽태용

## 시청률
최저 시청률과 최고 시청률은 시청률 조사회사와 지역별로 시청률에 차이가 있을 수 있습니다.
| 2009년 | 2009년   | 2009년         | 2009년       | 2009년         | 2009년       |
| 회차   | 방송일   | TNmS 시청률    | TNmS 시청률  | AGB 시청률     | AGB 시청률   |
| 회차   | 방송일   | 대한민국(전국) | 서울(수도권) | 대한민국(전국) | 서울(수도권) |
| ------ | -------- | -------------- | ------------ | -------------- | ------------ |
| 제1회  | 6월 27일 | 9.0%           | 8.6%         | 8.6%           | 8.4%         |
| 제2회  | 6월 28일 | 8.4%           | 9.2%         | 8.1%           | 8.9%         |
| 제3회  | 7월 4일  | 9.8%           | 10.5%        | 8.9%           | 9.0%         |
| 제4회  | 7월 5일  | 8.2%           | 8.9%         | 7.6%           | 8.3%         |
| 제5회  | 7월 11일 | 9.8%           | 9.9%         | 8.2%           | 8.3%         |
| 제6회  | 7월 12일 | 7.9%           | 8.0%         | 6.6%           | 6.7%         |
| 제7회  | 7월 18일 | 9.0%           | 9.3%         | 7.6%           | 7.9%         |
| 제8회  | 7월 19일 | 6.8%           | 7.1%         | 6.0%           | 6.3%         |
| 제9회  | 7월 25일 | 8.1%           | 8.6%         | 7.7%           | 8.2%         |
| 제10회 | 7월 26일 | 6.0%           | 6.6%         | 5.4%           | 6.0%         |
| 제11회 | 8월 1일  | 8.0%           | 8.9%         | 6.9%           | 7.8%         |
| 제12회 | 8월 2일  | 7.0%           | 7.5%         | 8.0%           | 8.5%         |
| 제13회 | 8월 8일  | 4.3%           | 4.8%         | 5.1%           | 5.6%         |
| 제14회 | 8월 9일  | 5.2%           | 6.0%         | 4.3%           | 5.1%         |
| 제15회 | 8월 15일 | 7.5%           | 8.5%         | 5.8%           | 6.8%         |
| 제16회 | 8월 16일 | 7.9%           | 8.4%         | 6.6%           | 7.1%         |
| 제17회 | 8월 22일 | 7.6%           | 8.3%         | 6.8%           | 7.5%         |
| 제18회 | 8월 23일 | 8.2%           | 8.3%         | 6.0%           | 6.1%         |
| 제19회 | 8월 29일 | 7.9%           | 8.8%         | 5.6%           | 6.5%         |
| 제20회 | 8월 30일 | 7.2%           | 8.0%         | 5.6%           | 6.4%         |

## 사운드 트랙

### 휘 싱글
| #            | 제목                     | 작사         | 작곡         | 재생 시간 |
| ------------ | ------------------------ | ------------ | ------------ | --------- |
| 1.           | 〈가질 수 없는 너〉 (휘) | 강은경       | 정시로       | 4:48      |
| 총 재생 시간 | 총 재생 시간             | 총 재생 시간 | 총 재생 시간 | 4:48      |

### 친구, 우리들의 전설 OST

#### Disc 1
| #            | 제목                                                   | 작사         | 작곡           | 재생 시간 |
| ------------ | ------------------------------------------------------ | ------------ | -------------- | --------- |
| 1.           | 〈친구(title)〉 (빅뱅 (T.O.P&태양))                    | T.O.P        | T.O.P, TEDDY   | 3:54      |
| 2.           | 〈Closer〉 (알렉스)                                    | Yue          | Yue            | 3:48      |
| 3.           | 〈The Day〉 (정동하)                                   | Brave        | 정재환, Brave  | 4:10      |
| 4.           | 〈오직 그대만〉 (바비 킴)                              | 하광석       | 하광석         | 3:43      |
| 5.           | 〈노래1 (하나)〉 (이소라)                              | 이소라       | 서현일         | 3:49      |
| 6.           | 〈RUN〉 (노브레인)                                     | 태율         | Yue            | 2:54      |
| 7.           | 〈눈물을 지워가〉 (SS501 허영생)                       | 정세린       | 김승수, 한재호 | 4:35      |
| 8.           | 〈가질 수 없는 너〉 (휘)                               |              | 정시로         | 4:38      |
| 9.           | 〈Open Up〉 (Hesh)                                     |              |                | 3:31      |
| 10.          | 〈Old School Rock〉 (오종혁)                           | 김준석       | 김준석         | 3:16      |
| 11.          | 〈Destiny〉 (저스트)                                   | 저스트       | Brave          | 2:51      |
| 12.          | 〈연극이 끝난 후 (Drama Version)〉 (이가은(From Page)) |              |                | 4:02      |
| 13.          | 〈My Way〉 (이다원)                                    |              |                | 4:25      |
| 14.          | 〈Closer (Acoustic Version)〉 (알렉스)                 | Yue          | Yue            | 3:48      |
| 15.          | 〈연극이 끝난 후〉 (이가은(From Page))                 |              |                | 3:40      |
| 총 재생 시간 | 총 재생 시간                                           | 총 재생 시간 | 총 재생 시간   | 57:04     |

#### Disc 2
| #            | 제목                                                                  | 작곡           | 재생 시간 |
| ------------ | --------------------------------------------------------------------- | -------------- | --------- |
| 1.           | 〈Prologue (Dongsoo's Narration)〉 (정세린)                           | 정세린         | 1:33      |
| 2.           | 〈Main Theme Of '친구, 우리들의 전설'〉 (Brave)                       | Brave          | 2:16      |
| 3.           | 〈Junseok's Theme〉 (김준석)                                          |                | 3:38      |
| 4.           | 〈The Doomsday (Feat. 정세린)〉 (김준석)                              | 김준석, 정세린 | 3:42      |
| 5.           | 〈Love Affair〉 (Brave)                                               | Brave          | 2:37      |
| 6.           | 〈Remembranza (Dongsoo's Theme) (Performed by 배장흠)〉 (Angelmo Kim) | 김기혁         | 2:35      |
| 7.           | 〈Friends In The Sea (Take 1)〉 (Angelmo Kim)                         | 김준석, 정세린 | 3:28      |
| 8.           | 〈Dongsoo & Junseok (Take 1) (Feat.정세린)〉 (김준석)                 | 김준석         | 3:16      |
| 9.           | 〈Dream Of Gate〉 (이효정)                                            | 이효정         | 2:37      |
| 10.          | 〈Dongsoo & Junseok (Take 2)〉 (김준석)                               | 김준석         | 4:02      |
| 11.          | 〈Duel〉 (신민섭)                                                     | 신민섭         | 2:12      |
| 12.          | 〈God Of Tears〉 (Brave)                                              | Brave          | 1:57      |
| 13.          | 〈Jinsook's Theme〉 (정세린)                                          | 김준석, 정세린 | 2:00      |
| 14.          | 〈Junseok's Theme (Guitar Solo)〉 (김준석)                            | 김준석         | 1:52      |
| 15.          | 〈Boys Will Be Boys〉 (이효정)                                        | 이효정         | 2:01      |
| 16.          | 〈Childhood〉 (김혜민)                                                | 김혜민         | 2:05      |
| 17.          | 〈Love & Trouble〉 (정세린)                                           | 정세린         | 3:21      |
| 18.          | 〈An Ineluctable Destiny〉 (이효정)                                   | 이효정         | 2:37      |
| 19.          | 〈Invisible Conspiracy〉 (이효정)                                     | 이효정         | 2:40      |
| 20.          | 〈Complication〉 (김혜민)                                             | 김혜민         | 2:08      |
| 21.          | 〈Remembranza (Dongsoo's Theme) (Orchestra Ver.)〉 (Angelmo Kim)      | 김기혁         | 2:52      |
| 22.          | 〈Rock Blues Full〉 (김성구)                                          | 김성구         | 2:32      |
| 23.          | 〈Into The Arena〉 (Brave)                                            | Brave          | 2:18      |
| 24.          | 〈Friends In The Sea (Take2) (Feat.정세린)〉 (김준석)                 | 김준석, 정세린 | 2:42      |
| 25.          | 〈Epilogue (Junseok's Narration) (Feat.정세린)〉 (김준석)             | 김준석, 정세린 | 3:08      |
| 총 재생 시간 | 총 재생 시간                                                          | 총 재생 시간   | 1:06:09   |

## 참고 사항
- 2009년 1월 28일에 첫 촬영에 들어갔다.[8][9]
- 2010년 1월 17일부터 일본 후지TV 위성방송 'BS후지'를 통해 감독판인 디렉터스 버전으로 방송됐으며, 1월 8일 드라마 홍보차 배우 현빈ㆍ김민준ㆍ서도영과 곽경택 감독이 일본을 방문했다.[10][11]